# ピエール・デュパスキエ
ピエール・デュパスキエ(Pierre Dupasquier) はミシュランの元モータースポーツ部門責任者。フランス生まれ。

## 経歴
若い頃はフランス空軍にパイロットとして従事していた。1962年にミシュランの研究部門に採用され、その5年後には自動車メーカーへのタイヤ販売部門に移った。1973年に、ミシュランにモータースポーツ専門の部門を作ることを発案し、自らその責任者に就く。
デュパスキエはミシュランのF1参戦の歴史のうち2つの時期を担当している。1977年から1984年までと、2001年から彼が67歳で引退する2005年までである。
途中1985年から1989年までは、アメリカでミシュランのモータースポーツ以外のプロジェクトを担当していた時期があるが、彼の指揮下にあった23年間でミシュランは世界選手権のかかったシリーズにおいて1300勝、ワールドタイトル180回という輝かしい成績を残した。
2006年12月、彼のフランスにおけるモータースポーツへの貢献に対して、レジオンドヌール勲章が授けられた。

### 日本において
モータージャーナリストの西山平夫らによって、「デュパ爺」という愛称が使用された。F1雑誌におけるインタビュー記事等では「〜じゃよ」という独特の語尾で翻訳されることがあった。